# Chalcoscirtus kamchik
Chalcoscirtus kamchik là một loài nhện trong họ Salticidae.
Loài này thuộc chi Chalcoscirtus. Chalcoscirtus kamchik được Yuri M. Marusik miêu tả năm 1991.